# Red Bull Rampage
El Red Bull rampage es una competición de ciclismo freeride. La competición se realiza casi todos los años desde 2002, entre el 28 al 30 de octubre, en el área montañosa del Parque nacional Zion en Virgin, Utah, Estados Unidos. 
Deportistas como Darren Berreclth, Kurt Sorge, Andreu Lacondeguy han participado en esta competencia.
El evento es similar al esquí freestyle y snowboard, donde los competidores son juzgados por su elección de líneas más abajo el curso, su capacidad técnica y de la complejidad de trucos. Para la edición de 2008 elementos de madera se han introducido a lo que anteriormente ha sido un 'Natural' único camino. Se califican a los corredores por mejor línea, mejores trucos y mejor tiempo de descenso 

## Ganadores de Red Bull Rampage
Estos son los ganadores de las ediciones celebradas hasta hoy:
Wade Simmons (2001)
Tyler Klassen (2002)
Cedric Gracia (2003)
Kyle Strait (2004)
Brandon Semenuk (2008)
Cameron Zink (2010)
Kurt Sorge (2012)
Kyle Strait (2013)
Andreu Lacondeguy (2014)
Kurt Sorge (2015)
Brandon Semenuk (2016)
Kurt Sorge (2017)
Brett Rheeder (2018)
Brandon Semenuk (2019)

## Resultados

### 2015
| Posición | Rider             | Puntuación |
| -------- | ----------------- | ---------- |
| 1        | Kurt Sorge        | 96.50      |
| 2        | Andreu Lacondeguy | 95.75      |
| 3        | Graham Agassiz    | 94.75      |

### 2014
| Posición | Rider                | Puntuación |
| -------- | -------------------- | ---------- |
| 1        | Andreu Lacondeguy    | 99.25      |
| 2        | Cameron Zink         | 89.50      |
| 3        | Brandon Semenuk      | 89.25      |
| 4        | Kyle Strait          | 89         |
| 5        | Brett Rheeder        | 88.5       |
| 6        | Kyle Norbraten       | 82.75      |
| 7        | Jeff Herbertson      | 82.5       |
| 8        | Brendan Fairclough   | 77.25      |
| 9        | Paul Basagoitia      | 76.5       |
| 10       | Mitch Chubey         | 76.25      |
| 11       | Szymon Godziek       | 76.00      |
| 12       | Kelly McGarry        | 73.25      |
| 13       | Thomas Genon         | 71.50      |
| 14       | Louis Reboul         | 70.75      |
| 15       | Carson Storch        | 69.25      |
| 16       | Pierre Edouard Ferry | 67.50      |
| 17       | Geoff Gulevich       | 66         |
| 18       | Ramon Hunziker       | 37.75      |
| 19       | Tom van Steenbergen  | 35         |
| 20       | Mike Montgomery      | 24         |

### 2001
| Posición | Rider          | Puntuación |
| -------- | -------------- | ---------- |
| 1        | Wade Simmons   |            |
| 2        | Greg Smith     |            |
| 3        | Robbie Bourdon |            |

## Andreu Lacondeguy
Andreu Lacondeguy (nacido el 12 de enero de 1989) es un profesional de freestyle y freeride ciclista de montaña de Barcelona, España. Él comenzó a montar bicicletas de montaña a la edad de 10 y es conocido por ser la tercera persona a la tierra alguna vez un doble backflip en una Competencia de la bici de montaña.También ha participado en el prestigioso evento de Red Bull Rampage , y lo ganó en 2014. También es conocido por su personalidad salvaje y estilo de conducción temeraria.
Su hermano Luis es también un ciclista de montaña profesional. Andreu Lacondeguy está constantemente empujando a los límites de la bicicleta de montaña. "No puedo mantener la calma mientras se conduce. Siempre tomo riesgos, por lo que si hay tres rondas, me caeré en dos de ellos y entiendo perfecto en el último. Yo siempre trato de estirar hasta el límite "Es esta actitud que lo hizo un favorito de los fanes de BTT en todo el mundo ha hecho mientras que los altos victorias perfil -. Incluyendo Crankworx, Whistler y el Red Bull Rampage - han ayudado a establecer como el talento más caliente de bicicleta de montaña. Andreu y su hermano Lluis, aprendieron sus habilidades y talento para el espectáculo en California, donde podrían practicar con estrellas internacionales como Corey Nastasio. "Todos conocemos el uno al otro y el ambiente es genial. Lo que es más, nos reunimos en todas las competiciones, así que si alguien viene con un buen truco, te sientes feliz por ellos, incluso si se ponen en delante de ti ".
Ahora Andreu está en su camino a la cima de la clase. Él es mejor conocido como el primer hombre a la tierra una voltereta hacia atrás desde una rampa de aire grande cubierto de nieve en una bicicleta de montaña y es uno de los tres únicos atletas que han conseguido un doble backflip en una bicicleta de montaña en la competencia (la Copa Mundial de Snowboard Big Air en Graz en 2008).